# Canário-sulfúreo
O canário-sulfúreo (Sicalis taczanowskii) é uma espécie de ave da família Thraupidae. É encontrado no Equador e no Peru. Seu habitat natural é o matagal seco tropical ou subtropical.